# Zusmarshausen
Zusmarshausen è un comune tedesco di 6 254 abitanti, situato nel land della Baviera.